# Dove finisce l'arcobaleno
Dove finisce l'arcobaleno è un romanzo di avventura di Wilbur Smith del 1976.

## Trama
Etiopia, 1935. Alla vigilia della guerra con l'Italia di Mussolini, l'americano Jake Barton si fa coinvolgere dall'avventuriero inglese Gareth Swales nel contrabbando d'armi: approfittando dell'embargo commerciale, rivendono ai governatori le armi necessarie per difendersi, ad un prezzo superiore. Partono dunque attraverso il deserto alla guida di quattro autoblindo, accompagnati dal giovane principe Gregorius Maryam e da Vicky Camberwell, giornalista e democratica, solidale alla causa africana. La loro meta sono i Pozzi di Cialdi, a più di cento chilometri di distanza; ma al loro arrivo la guerra si è spostata dalla carta ai campi di battaglia. Jake e Gareth dovranno andare ben oltre l'affare che speravano, e combattere insieme ai guerrieri d'Etiopia per avere salvo l'onore, e la vita.

## Edizioni italiane
- Wilbur Smith, Dove finisce l'arcobaleno, traduzione di Carlo Brera, Collana La Gaja Scienza n.106, Milano, Longanesi, 1984.
- Wilbur Smith, Dove finisce l'arcobaleno, traduzione di Carlo Brera, n. 61, Teadue, Milano, TEA, 1991,  p. 386, ISBN 978-88-781-9213-3.
- Wilbur Smith, Dove finisce l'arcobaleno, traduzione di Carlo Brera, Collana La Gaja Scienza, Milano, Longanesi, 1992,  p. 321, ISBN 9788830400955.
- Wilbur Smith, Dove finisce l'arcobaleno, traduzione di Carlo Brera, Best TEA, Milano, TEA, 2009,  p. 319, ISBN 9788850219605.
- Wilbur Smith, Dove finisce l'arcobaleno, traduzione di Carlo Brera, Super TEA, Milano, TEA, 17 marzo 2022,  p. 386, ISBN 9788850260898.